# 오조네역
오조네역(대증근역,일본어: 大曽根駅)은 일본 아이치현 나고야시 히가시구 · 기타구에 있는, 도카이 여객철도 · 나고야 철도 · 나고야 시 교통국 지하철 · 나고야 가이드웨이 버스의 역이다.
기타 구에 있는 것은, 나고야 시영 지하철의 서반 부분만이다.

## 노선 연장하는 노선
도카이 여객철도의 주오 본선, 나고야 철도의 세토 선, 나고야 시영 지하철의 메이조 선, 나고야 가이드웨이 버스(유토리 트레인)의 가이드웨이 시다미 선이 노선 연장되고 있다. 지하철의 역에는 'M12', 이 역이 기점의 가이드웨이 버스의 역에는 'Y01'의 역 번호가 설정되어 있다. 게다가 지하철 메이조 선은, 선로 명칭상은 가나야마 방면이 2호선(이 역이 기점), 나고야다이가쿠 방면이 4호선(이 역이 기점)으로 되어 있다.
나고야 시내에서는, 나고야역, 가나야마역(가나아먀 종합역)과 다음으로 노선 연장된 철도 노선수이다. 어떤 역도 적지 않고 떨어져 있기 때문에, 전술의 양 역과 비교하면 환승의 편은 그다지 좋지 않다.

## 도카이 여객철도

### 역 구조 및 승강장
축제상(일부 고가화)으로 1면 2선의 섬식 승강장을 가진 고가역. 남북쪽으로 늘어난 승강장의 서쪽(1번선)을 다지미 방면행의 하행 열차가 사용해, 승강장의 동쪽(2번선)을 나고야 방면행의 상행 열차가 사용한다. 다른, 승강장이 없는 대피선(부본선)이 상하선 바깥쪽에 1개 정도 있어, 화물열차나 회송 열차의 대피로(운행 시간표 혼란 시에는 보기 드문 화물열차의 추월이나 보통 · 쾌속 열차의 대피로도)이용되고 있다.
| 1 | ■ 주오 본선 | 하행 | 다지미 · 나카쓰가와 방면 |
| 2 | ■ 주오 본선 | 상행 | 나고야 방면              |

개찰구는, 남문과 북문의 2개소이다. 북문은 고가 아래에 위치하지만, 남문은 축제의 서쪽에 마련되어 있다. 남문에는 역사가 있었지만 맨션으로 다시 세워져, 그 1층 부분에 개찰구로 편의점이 입주하고 있다. 개업시는 현재의 남문만이었지만, 지하철 메이조 선 개업에 수반해서 북문이 마련되었다. 이 때문에, 북문부터 승강장까지 약 100m 거리가 있다.
도카이 여객철도의 역 담당자 배치역이다. 역장은 배치되지 않기 때문에, 지쿠사역이 이 역을 관리한다. 직영은 북문만으로, 남문은 도카이 교통 사업의 직원이 업무를 위탁하고 있다. 혼잡시(주로 이벤트 종료시)는 도카이 교통 사업의 직원이 승강장으로 안내에 해당한다. 구내에는, 발권 창구나 자동 개찰기, 승차권 자동 발매기가 설치되어 있다. 엘리베이터나 다기능 화장실은 북문에만 있고, 남문은 계단만이다.
JR의 특정 도구 시내 제도에 걸친 '나고야 시내'의 역이다. 특급이나 '센트럴 라이너'는 통과하지만, 쾌속, 보통과 일부의 '홈 라이너'가 정차한다.
상행 대피선의 동쪽에는 측선의 흔적이 남는다. 여기에 존재했던 측선부터 분기하는 2개의 전용선이 있지만, 1982년까지로 폐지되었다. 1개는 역의 동쪽에 인접하는 미쓰비시 전기 나고야 제작소의 전용선으로, 축제를 내려가고 제작소로 향하고 있었다. 1개는 일본전매공사 나고야 공장(후의 일본담배산업 나고야 공장, 부지는 이온 몰 나고야 도무 마에 쇼핑 센터)의 전용선으로, 역 남쪽 방향으로 향했던 후, 스위치백을 행한 동쪽으로 진로를 변경해, 공장으로 향하고 있었다.
하행 대피선의 서쪽에는, 세토 선으로 연결하는 화물선이 있어, 세토 선과의 화물 수송연락이 행해지고 있다. 화물 수송 폐지후는, 부지에 JR 관련의 빌딩이 건설되었다.

### 역사
- 1895년: 주변 정촌에 의해 '오조네 정거장 설치 기성 동맹회' 결성.
- 1900년 7월 25일: 현재의 주오 본선에 해당하는 일본국유철도, 나고야역 - 다지미역 간 개업. 지쿠사역 - 가치가와역 간으로 역의 설치 없음.
- 1903년: 오조네에 역의 설치 허가.
- 1904년: 조토 합자 회사 설립.
- 1905년: 조토 합자 회사에 의해 용지 매수 완료.
- 1907년: 오조네 정거장 설치 동의 모임으로부터 조토 합자 회사에 대해 추가 출자.
- 1910년: 준공
- 1911년
  - 4월 9일: 주오 사이선의 역으로서 개업.
  - 5월 1일: 선로 명칭 개정. 이 역을 포함한 주오 사이선이 주오 본선에 편입된다.
- 1945년 4월 7일: 역 동쪽의 미쓰비시 발동기 등으로의 공습에 의해 오조네 역 전괴. 역 담당자 37명 중 30명 순직. 폭격 직전에 있던 승객 100명은, 폭격을 피하기 위해 역 담당자가 열차를 가치가와로 걸쳐서 출발하였기 때문에, 전원 무사하였다.
- 1964년 4월 1일: 화물의 취급을, 전용선 발착의 것으로 한정.
- 1982년 11월 15일: 화물의 취급을 폐지.
- 1986년 11월 1일: 국철로의 하물의 취급을 폐지.
- 1987년 4월 1일: 일본국유철도 분할 민영화에 의해, 도카이 여객철도가 승계.
- 2006년 11월 25일: TOICA 도입.

## 나고야 철도

### 역 구조 및 승강장
고가 상으로 6량 편성 대응의 섬식 승강장 1면 2선을 가진 고가역. 남북쪽으로 뻗은 승강장의 서쪽(1번선)을 하행열차가, 동쪽(2번선)을 상행열차가 사용한다. 이 역으로 돌아오는 열차가 없기 때문에(현재 방향막의 코마에도 이 역은 들어가지 않는다), 이동선이나 인상선은 존재하지 않는다.
| 1 | ■ 세토 선 | 하행 | 오와리세토 방면 |
| 2 | ■ 세토 선 | 상행 | 사카에마치 방면 |

역은 JR 오조네 역 북문이나, 유토리 트레인 오조네 역에 인접한다. 개찰구는 1개소만. 승차권 자동 발매기가 3대(제일 우측만 트레인 패스 대응)와 자동 개찰기 5통로(창구 쪽의 1통로는 광폭 타입)의 외에, 자동 정산기도 1대 설치되어 있다. 2006년 8월부터 트레인 패스의 도입에 수반해, 개찰구의 수리 공사가 행해져, 개찰구에도 LED 2단식의 발차안내표시가 설치되었다. 이전에 승강장에 행등식 발차 안내가 설치되어 있다.
1983년에 지상역으로부터 고가역으로 되었다. 고가선 및 승강장의 높이는 인접하는 JR 노선보다도 높다. 지상역 시대는, 역사 뒤에 구 일본국유철도 노선으로 연결하는 화물선이 있어, 일본국유철도와의 화물의 연락 수송이 행해지고 있었다. 메이테쓰의 6600계 전동차와 이 화물선을 지나서 투입되었다. 고가화에 수반해 역은 동쪽 근처에 이동했지만, 역 서쪽의 정명의 경계(구계)는 아직으로 지상역 시대의 선로에 따른 느슨한 곡선으로 분할되고 있다.
또한, 구 일본국유철도 노선으로 연결하는 화물선의 남쪽에는, 에키마에역이 있었다.

### 역사
- 1906년 3월 1일: 세토 자동 철도의 역으로서 개업.
- 1978년 2월 15일: 세토 선으로의 화물영업 폐지.
- 1983년 8월 21일: 고가화.

## 나고야 시영 지하철

### 역 구조 및 승강장
섬식 승강장 1면 2선을 가지는 지하역.
| 1 | ■ 메이조 선 | 나고야조 · 사카에 · 가나야마 · (= 메이코 선 직통) 나고야코 방면 |
| 2 | ■ 메이조 선 | 모토야마 · 야고토 방면                                          |

나고야 돔 마에야마 역 쪽에 인상선이 있어, 이 역 반환의 열차가 이용한다. 메이조 선 직통 열차는 대부분 이 역으로 돌아와, 메이조 선을 달리는 열차도 일부가 이 역을 종점으로 한다. 여기부터 사카에 · 가나야마 방면은 개수가 배증해, 주간은 5분 간격으로 운전된다. 이른 아침의 일부 시간대나 심야에는 나고야코 행은 설정되어있지 않고, 메이조 선 좌회전으로 타 가냐아마로 환승으로 한다. 더욱이, 이 역부터 아라타마바시 역으로는 우회전 · 좌회전의 어디에 타더라도 소요 시간은 대부분 바뀌지 않는다.
개업 시에는 또한 나고야 시덴이 달리고 있었기 때문에, 1번 출구와 6번 출구는 시덴 야다 욘초메 정류장과 환승의 편리성을 생각했던 위치로 설치되었다. 그 때문에, 콩코스는, 승강장과 인상선의 위에, 나고야 시 도 나고야 환상선의 지하를 긴 동서로 뻗어져 있다.
1976년, 호시가오카역과 함께, 나고야 시내에서 처음으로, 자기 승차권용 자동 개찰기가 도입되었다.

### 역사
- 1971년 12월 20일: 개업.

## 나고야 가이드웨이 버스 (유토리토 라인)

### 역 구조 및 승강장
상대식 승강장 2면 2선을 가진 지상역. 승강장의 남쪽에는, 버스가 돌아오는 회차선이 마련되어 있다. 유토리토 선의 유일한 유인역이며, 출퇴근시간의 운임 정산은 이 역에서 행해진다.
| 승차 승강장 | ■ 시다미 선 | 하행 | 오바타료쿠치 · 나카시다미 방면 |
| 하차 승강장 | ■ 시다미 선 | 상행 | 하차 전용                      |

고가 아래에는 택시 승강장이 위치해있다. 시덴 야다욘초메 정류장이 폐지가 된 후, 유토리토 선의 개업 전에, 이 곳은 나고야 시영 버스의 버스 터미널이 있었다.

### 역사
- 2001년 3월 23일: 개업.

## 이용 현황
| 연도   | JR     | 나고야 철도 | 지하철 | 유토리토 라인 |
| ------ | ------ | ----------- | ------ | ------------- |
| 2004년 | 22,789 | 11,453      | 14,197 | 3,009         |
| 2005년 | 23,706 | 12,189      | 15,197 | 3,168         |
| 2006년 | 24,770 | 12,864      | 16,005 | 3,280         |
| 2007년 | 25,853 | 13,582      | 16,612 | 3,466         |
| 2008년 | 26,635 | 13,854      | 17,127 | 3,654         |
| 2009년 | 26,567 | 13,749      | 17,084 | 3,708         |

세토 선의 역 중에서는, 사카이마치 역과 다음으로 20위 중 2위. 메이조 선의 역에서는 7위. 유토리토 라인에서는 1위.

## 역 주변
- 도쿠가와엔
- 도쿠가와 미술관
- 야마다 천만궁
- 오조네 혼도리 상점가
- 오조네 상점가 (오즈 몰)
- 미쓰비시 전기 나고야 제작소

## 인접 역
| 도카이 여객철도 주오 본선                        | 도카이 여객철도 주오 본선   | 도카이 여객철도 주오 본선          |
| ------------------------------------------------ | --------------------------- | ---------------------------------- |
| 다지미 · 나카쓰가와 방면                         | ■ 홈 라이너                 | 지쿠사 나고야 방면                 |
| 가치가와 다지미 · 나카쓰가와 방면                | ■ 쾌속                      | 지쿠사 나고야 방면                 |
| 신모리야마 다지미 · 나카쓰가와 방면              | ■ 보통                      | 지쿠사 나고야 방면                 |
| 나고야 철도 세토 선                              |                             |                                    |
| 히가시오테 사카에마치 방면                       | ■ · ■ 급행 · 준급행         | 오바타 오와리세토 방면             |
| 모리시타 사카에마치 방면                         | ■ 보통                      | 야다 오와리세토 방면               |
| 나고야 시 교통국 지하철 메이조 선                |                             |                                    |
| 헤이안도리 가나야마 방면                         | ■ 메이조 선                 | 나고야돔마에야다 가나야마 방면     |
| 나고야 가이드웨이 버스 가이드웨이 버스 시다미 선 |                             |                                    |
| 시·종착역                                        | ■ 가이드웨이 버스 시다미 선 | 나고야돔야에마다 오바타료쿠치 방면 |